# The Final Cut
The Final Cut은 핑크 플로이드가 1983년 발매한 컨셉 음반이다. 로저 워터스가 곡을 썼으며 영국의 스튜디오에서 1982년 7월부터 11월까지 녹음하였다. 핑크 플로이드에서 베이스 기타이자 제 1의 작곡가였던 로저 워터스가 마지막으로 참여한 정규 음반이다. 핑크 플로이드 음반 중에서는 유일하게 워터스가 모든 곡의 작곡/작사를 맡았다. 또한, 밴드의 키보드 연주자인 리처드 라이트가 The Wall의 녹음 당시 워터스에게 해고 당하여 이 음반에 참여하지 않았는데, 핑크 플로이드의 음반 중에서 유일하게 라이트가 참여하지 않은 음반이 되었다. 음반의 12곡 중에서 1곡만 데이비드 길모어가 리드 보컬을 맡았고, 나머지는 모두 워터스가 리드 보컬로 노래를 불렀다. The Final Cut의 녹음 과정에는 워터스와 밴드 동료들, 특히 이 음반이 마음에 들지 않음을 표현한 길모어 간에 마찰이 있었다. 이 음반은 종종 핑크 플로이드의 음반보다는 로저 워터스의 솔로 앨범으로 간주하는 경우가 있다. 핑크 플로이드 콘서트 중에는 이 음반의 곡들이 공연된 적이 없으며, 워터스가 솔로 투어 중에 연주한 적은 있다. 워터스가 이 음반에 강한 영향력을 끼쳤다는 것은 음반 커버의 뒷부분의 문구에 잘 나타나 있다. The Final Cut: 전쟁후 꿈을 위한 레퀴엠 - 로저 워터스, 핑크 플로이드 연주

## 곡 목록
모든 곡은 로저 워터스가 작곡/작사하였다.
따로 표기한 곡 외에는 모두 로저 워터스가 리드 보컬을 맡았다.

### 오리지널 발매

#### 1 사이드
1. "The Post War Dream" – 3:02
2. "Your Possible Pasts" – 4:22
3. "One of the Few" – 1:12
4. "The Hero's Return" – 2:56
5. "The Gunner's Dream" – 5:07
6. "Paranoid Eyes" – 3:40

#### 2 사이드
1. "Get Your Filthy Hands Off My Desert" – 1:19
2. "The Fletcher Memorial Home" – 4:11
3. "Southampton Dock" – 2:13
4. "The Final Cut" – 4:46
5. "Not Now John" – 5:01
  - 리드 보컬 : 데이비드 길모어, 로저 워터스
6. "Two Suns in the Sunset" – 5:14

### 2004년 재발매
1. "The Post War Dream" – 3:00
2. "Your Possible Pasts" – 4:26
3. "One of the Few" – 1:11
4. "When the Tigers Broke Free" – 3:16
5. "The Hero's Return" – 2:43
6. "The Gunner's Dream" – 5:18
7. "Paranoid Eyes" – 3:41
8. "Get Your Filthy Hands Off My Desert" – 1:17
9. "The Fletcher Memorial Home" – 4:12
10. "Southampton Dock" – 2:10
11. "The Final Cut" – 4:45
12. "Not Now John" – 4:56
  - 리드 보컬 : 데이비드 길모어, 로저 워터스
13. "Two Suns in the Sunset" – 5:23